# Dammtjärnen (Töllsjö socken, Västergötland)
Dammtjärnen är en sjö i Bollebygds kommun i Västergötland och ingår i Rolfsåns huvudavrinningsområde.